# Michał Górski

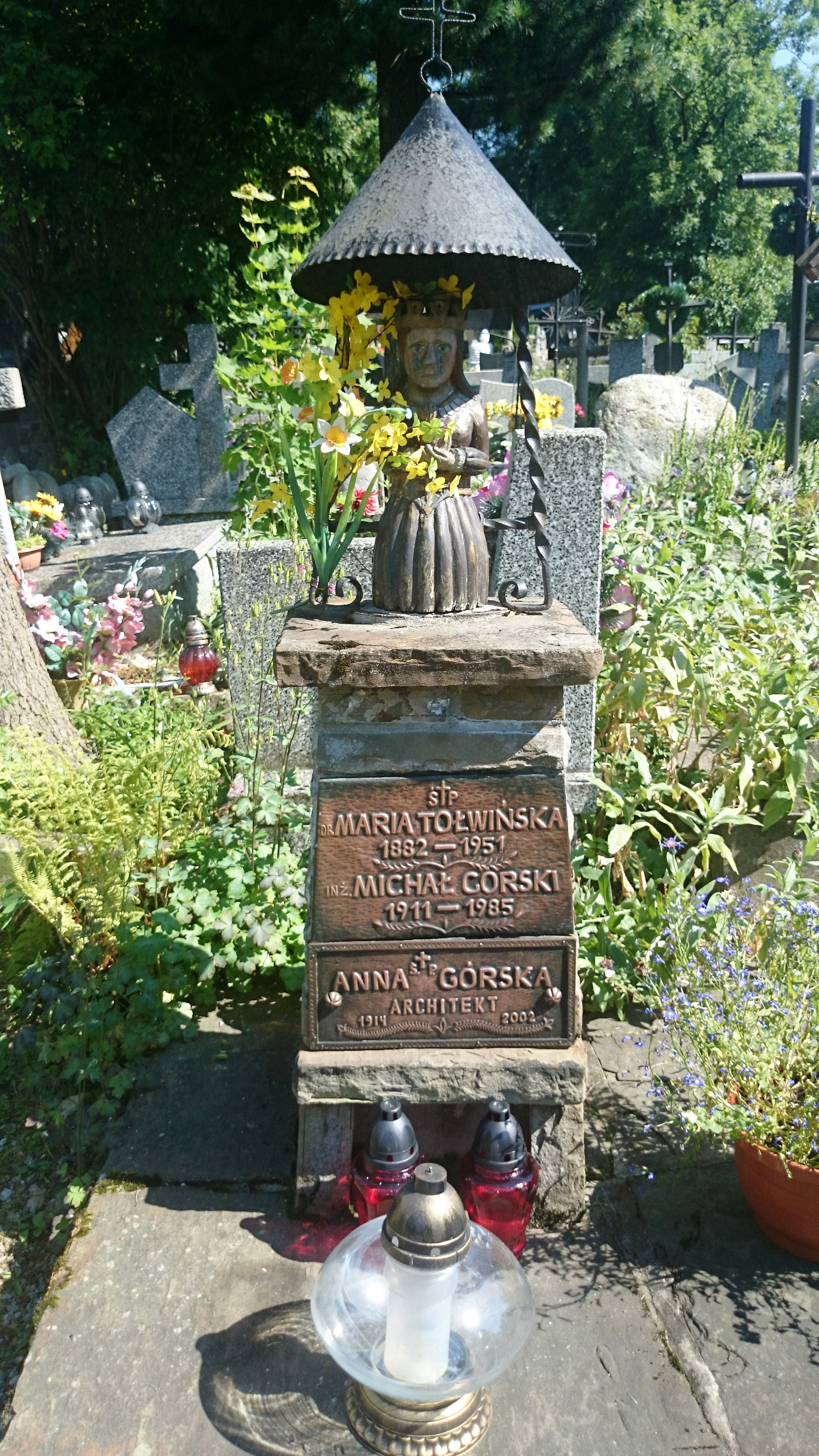
A Górski-család síremléke

Michał Górski (Zakopane, 1911. szeptember 15. – Zakopane, 1985. március 19.) lengyel sífutó, aki részt vett az 1936. évi téli olimpiai játékokon.
1936-ban a lengyel váltócsapat tagja volt, amiben hetedikként végzett (4x10 km váltóban). A 18 kilométeres versenyben huszonkettedikként végzett.